# جزيرة الدهمانية
جزيرة الدهمانية هي إحدى الجزر الواقعة في البحر الأحمر، وتتبع منطقة تبوك شمال غرب السعودية. تبلغ مساحة الجزيرة نحو 2,5 كم2 وتبعد عن الساحل بحوالي 1,70 ميل بحري.